# 细纹凤鳚
细纹凤鳚（学名：Salarias fasciatus）为輻鰭魚綱鳚形目鳚科凤鳚属的鱼类。分布于非洲东岸至土阿莫土群岛、南至澳大利亚大堡礁、北至日本琉球群岛等海域、西沙群岛、海南岛以及台湾岛、澎湖、小琉球、蘭嶼、東沙等，属于暖水性鱼类。其常见于岩礁岸边，深度0至8公尺。该物种的模式产地在东南亚、東印度群島（East Indies, Pacific；泛指東印度、西屬東印度群島）。喬治·居維葉（Georges Cuvier）於 1816 年將該物種描述為Salarias quadripennis，並將其命名為Salarias屬的模式種，但居維葉的名字被證明是布洛赫的Blennius fasciatus的次同義詞。本魚體長橢圓形，稍側扁，頭鈍短，具鼻鬚、眼上鬚和頸鬚且有分支，通常呈橄欖色至棕色，帶有深色條紋和大量不同大小的圓形或細長的白色斑點，背鰭硬棘12枚、背鰭軟條18-20枚、臀鰭硬棘2枚、臀鰭軟條19-21枚，體長可達14公分，棲息在沿海潟湖及珊瑚礁，以藻類、碎屑等為食，生活習性不明，可作為觀賞魚

## Gallery

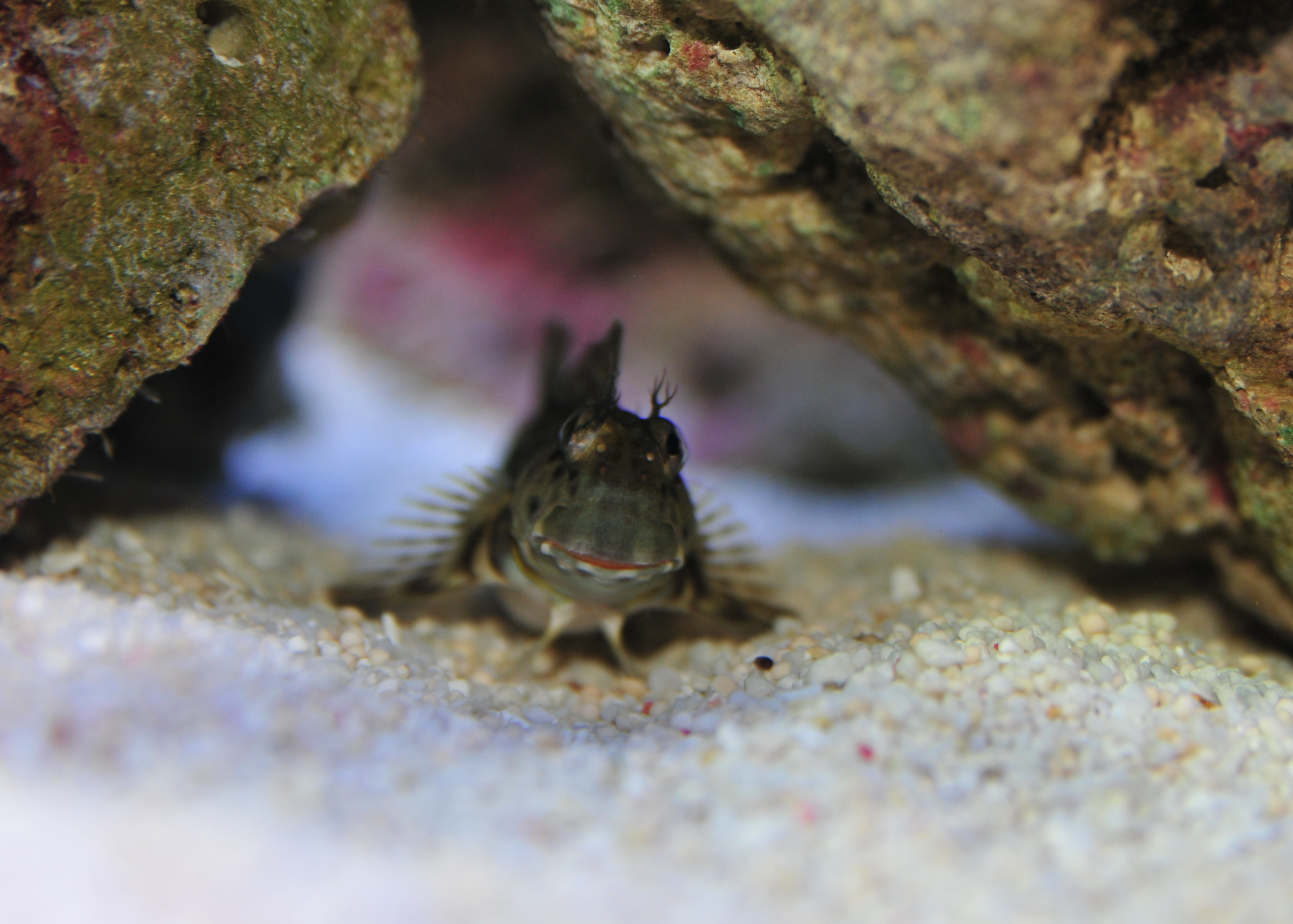
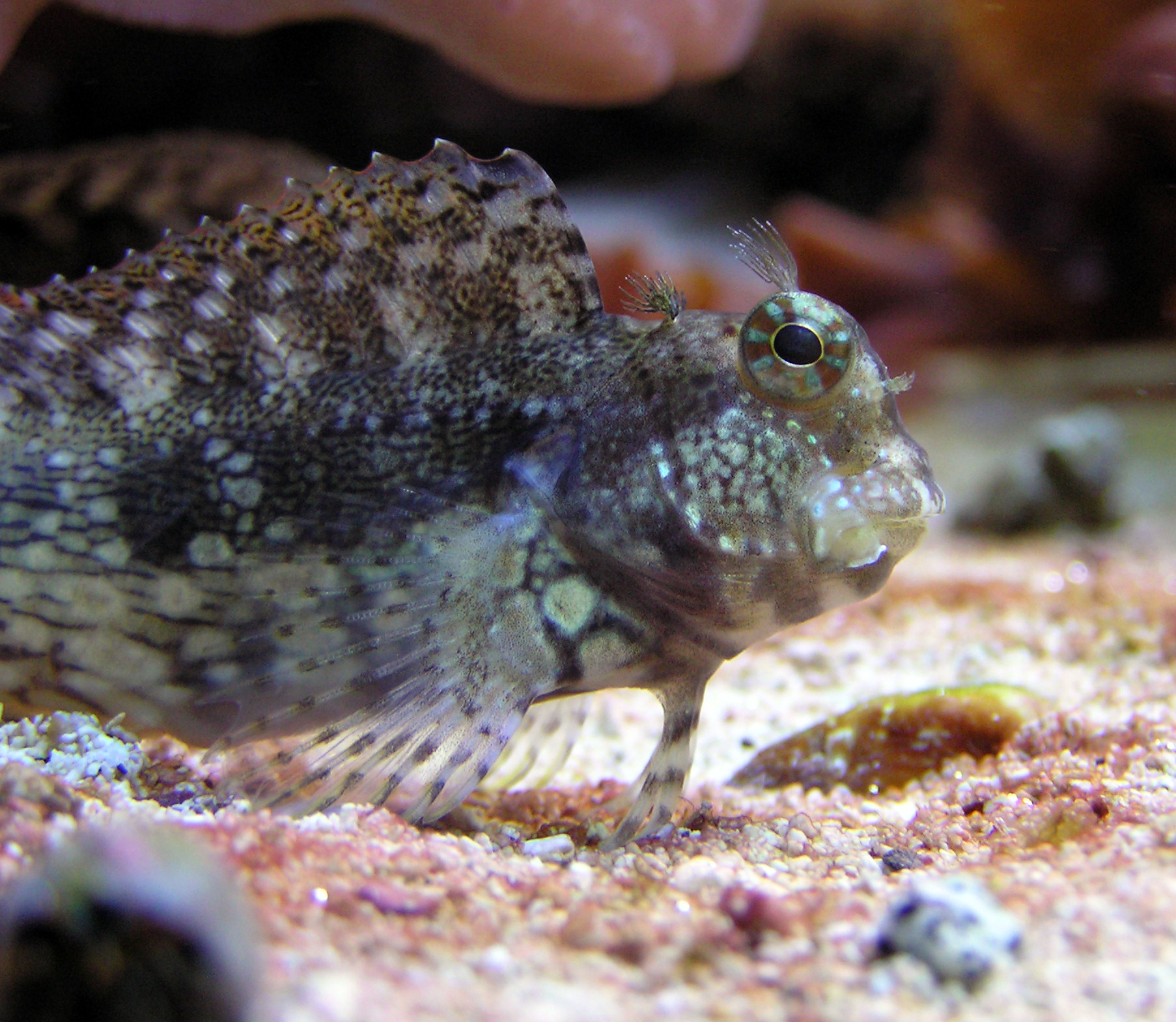
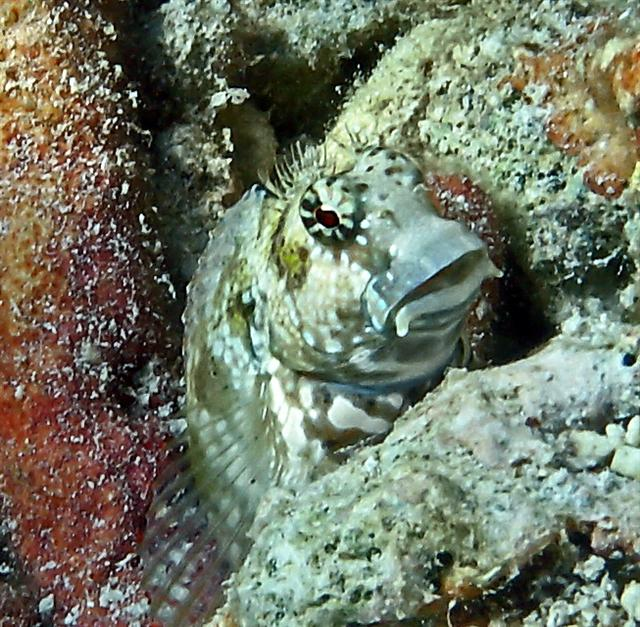
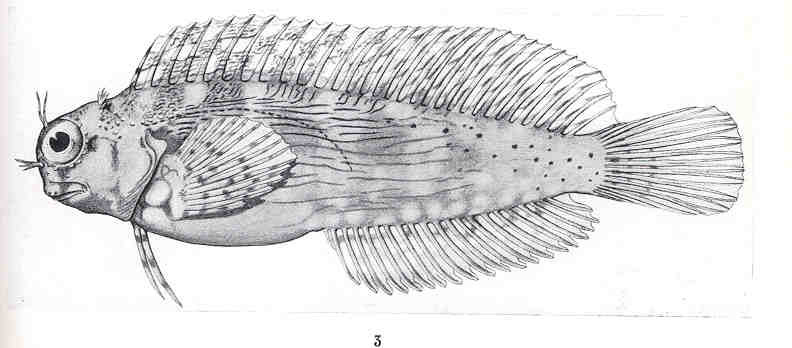